# 167e Infanteriedivisie (Wehrmacht)
De 167e Infanteriedivisie / Volksgrenadierdivisie (Duits: 167. Infanterie-Division / Volksgrenadier-Division) was een Duitse infanteriedivisie tijdens de Tweede Wereldoorlog. De divisie nam kort deel aan de veldtocht in het Westen. In 1941/42 volgde een inzet aan het oostfront. Bijna een jaar werd daarna doorgebracht in Nederland voor herbouw, waarna opnieuw het oostfront volgde. Hier vocht de divisie door tot de schamele resten samengevoegd werden tot Divisionskampfgruppe 167. Na heroprichting, dit keer als Volksgrenadierdivisie, volgde een inzet in de Ardennen en de Eifel, waar de divisie grotendeels vernietigd werd.

## Geschiedenis 167e Infanteriedivisie

### Oprichting en training
De 167e Infanteriedivisie werd opgericht op 26 november 1939 in Kempten en Bad Reichenhall in Wehrkreis VII. De 167e Infanteriedivisie was een divisie van de 7e Aufstellungswelle. Deze Welle werd samengesteld eind 1939, toen de Wehrmacht zich voorbereidde op de Slag om Frankrijk. In deze 7e Welle-eenheden werden de antitankdetachementen ondersteund door een fietscompagnie. Ze waren bewapend met Duits materieel, in plaats van met het Tsjechoslowaakse materieel van de 5e en 6e Welle. Tegen 12 januari 1940 was de divisie op volledige sterkte nadat Feldersatz-Bataillone 7, 27 en 34 waren toegevoegd. 

### Veldtocht in het Westen
De divisie lag in reserve rond Schramberg tijdens de eerste fase van de Veldtocht in het Westen. De divisie nam deel aan de aanval op Frankrijk in juni 1940 met Heeresgruppe C, waarbij ze Ouvrage Kerfent en Ouvrage Bambesch - twee onderdelen van de Maginotlinie - tussen 20 en 21 juni veroverden. De divisie bleef in bezet Frankrijk tot februari 1941, toen het terugkeerde naar zijn garnizoen in Beieren. In juni 1941 werd de divisie toen verplaatst naar het Generaal-gouvernement.

### Veldtocht tegen de Sovjet-Unie
Vanaf 22 juni 1941 nam de divisie deel aan Operatie Barbarossa, waarbij ze oprukte via Brest-Litiovsk, Pinsk, Bobruisk, Jelnja en Brjansk naar Toela. Hier strandde de Duitse opmars. Er volgde een winterse terugtocht naar het gebied rond Belev. Daar bleef de divisie in harde gevechten in ongeveer dezelfde stelling tot april 1942.

### Herstel in Nederland
In april 1942 werd de sterk aangeslagen divisie naar Nederland getransporteerd voor herbouw. Het gebied rond Haarlem was hiervoor aangewezen. Hier bleef de divisie een klein jaar. Begin februari 1943 volgde dan weer transport, terug naar het oostfront.

### Heeresgruppe Süd
De divisie kwam aan rond Charkov rond 19 februari 1943 en werd meteen in de daar woedende gevechten geworpen. De divisie deed mee aan het Duitse tegenoffensief rond deze stad en slaagde erin op te rukken tot rond Belgorod. Hier kwam het tegenoffensief tot stilstand gedurende drie maanden. De divisie kwam vol in actie vanuit ditzelfde gebied in de Slag om Koersk in juli 1943. Na het mislukken van dit Duitse offensief volgde een terugtocht naar de Dnjper rond Tsjerkasy in september. Tegen deze tijd werd de divisie meer omschreven als een “Kampfgruppe”, wegens zware verliezen. Aan de westelijke kant van de Dnjepr volgden zware gevechten rond Krementsjoek, eerst zuidelijk en later westelijk van deze stad, dat laatste rond Krasnosselje.
In dit gebied vocht de divisie verder tot de verliezen zover opgelopen waren, dat opheffen van de divisie de laatste mogelijkheid was. Daarmee kwam op 1 februari 1944 een einde aan de 167e Infanteriedivisie.
De schamele resten (wat infanterie en twee van de vier artillerie-Abteilungen) werden samengevoegd tot Divisionskampfgruppe 167. Deze werd onder bevel gesteld van de 376e Infanteriedivisie. Deze divisie trok zich terug tot in Roemenië en werd daar in augustus 1944 vernietigd.

## Geschiedenis 167e Volksgrenadierdivisie

### Oprichting
Vanaf 2 september 1944 was op Oefenterrein Döllersheim bij Wenen de 585e Volksgrenadierdivisie/Infanteriedivisie Niedergörsdorf (dit was een zogenaamde Schattendivisie (schaduwdivisie)) in oprichting. Echter, alvorens de oprichting afgesloten was, werd deze divisie al op 25 oktober 1944 omgedoopt in de 167e Volksgrenadierdivisie. Ook de resten van de opgeheven 17e Luftwaffen-Felddivisie werden vanaf 28 september 1944 ingevoegd. De divisie werd overgebracht naar Trenčín in Slovakije voor verdere training en zou op 14 december vanuit Piešťany naar het westen worden vervoerd.

### Ardennenoffensief
De divisie kwam medio december 1944 in de Eifel aan. Eind december kwam de divisie in actie bij Bastenaken (Bastogne). Na de verovering van Lutrebois op 30 december, moest de divisie zich verweren tegen de aanvallen van meerdere Amerikaanse divisies en trok zich vervolgens terug uit zijn stellingen bij Lutrebois en Wardin. Na het verlies van Oberwampach op 17 januari 1945, trok de divisie zich tot 20 januari 1945 terug uit de Ardennen. In februari 1945 lag de divisie in een frontuitstulping rond Bitburg, die door de Amerikanen tegen eind februari werd opgeruimd. De divisie kreeg echter de volle laag rond Gerolstein tijdens de eerste week van maart 1945 in de Amerikaanse Operatie Lumberjack en vormde vanaf dat moment geen samenhangend geheel meer. Tegen medio maart trokken de resten van de divisie de Rijn over en verzamelden zich bij Montabaur. Op 18 maart was de divisie in actie bij het Amerikaanse bruggenhoofd bij Remagen. Toen de Amerikanen op 24 maart 1945 uit het bruggenhoofd braken, werd de divisie op de terugtocht gedwongen richting het oosten. Tegen deze tijd was er van de divisie niet veel meer over.

### Einde
Delen gingen naar Dessau en werden daar begin april 1945 opgenomen in de nieuw vormende Infanteriedivisie Scharnhorst.

## Commandanten

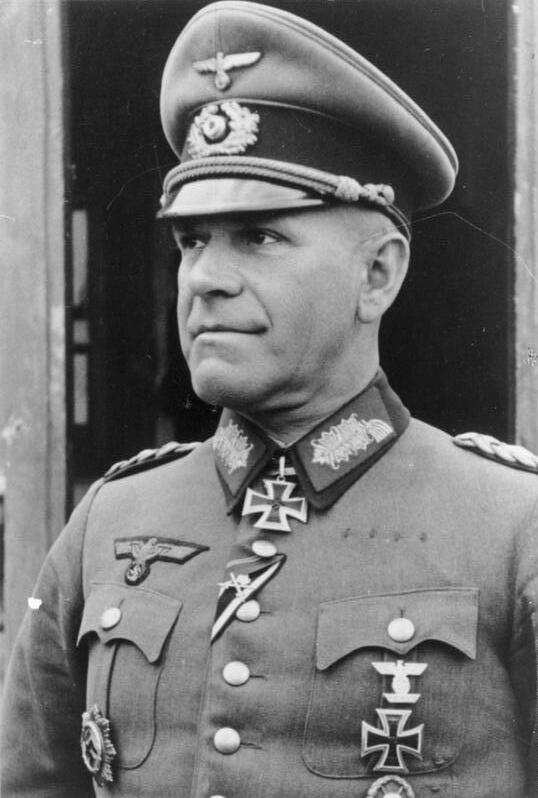
Generalleutnant Wolf-Günther Trierenberg in 1943

| Rang                                                | Naam                     | Begin            | Eind             |
| --------------------------------------------------- | ------------------------ | ---------------- | ---------------- |
| Oberst vanaf 1 januari 1940 Generalmajor            | Martin Gilbert           | 1 december 1939  | 10 januari 1940  |
| Generalleutnant                                     | Oskar Vogl               | 10 januari 1940  | 1 mei 1940       |
| Generalmajor' vanaf 1 december 1940 Generalleutnant | Hans Schönhärl           | 1 mei 1940       | 1 augustus 1941  |
| Oberst                                              | Wenck                    | 2 augustus 1941  | 11 augustus 1941 |
| Generalmajor                                        | Werner Schartow          | 11 augustus 1941 | 19 augustus 1941 |
| Generalmajor' vanaf 1 november 1942 Generalleutnant | Wolf-Günther Trierenberg | 19 augustus 1941 | 25 november 1943 |
| Oberst                                              | Otto Schwartz            | 25 november 1943 | 11 december 1943 |
|                                                     | ??                       | 11 december 1943 | 10 januari 1944  |
| Oberst                                              | Hans Hüttner             | 10 januari 1944  | 1 februari 1944  |
|                                                     |                          |                  |                  |
| Generalleutnant                                     | Hans-Kurt Höcker         | 17 oktober 1944  | medio maart 1945 |

## Bovenliggende bevelslagen
| Legerkorps          | Leger                          | Legergroep         | Plaats/regio                                | Begin             | Eind               |
| ------------------- | ------------------------------ | ------------------ | ------------------------------------------- | ----------------- | ------------------ |
| Stellv.Gen.Kdo. VII |                                | Wehrkreis VII      | Beieren                                     | 26 november 1939  | 21 december 1039   |
| 5e Legerkorps       |                                | Wehrkreis VII      | Beieren                                     | 21 december 1039  | 2 mei 1940         |
| reserve             | 7. Armee                       | Heeresgruppe C     | Schramberg                                  | 2 mei 1940        | 20 mei 1940        |
| direct onder bevel  |                                | Heeresgruppe A     | Schramberg                                  | 21 mei 1940       | 28 mei 1940        |
| H.Kdo z.b.V. XXXXV  | 1. Armee                       | Heeresgruppe C     | Lotharingen                                 | 28 mei 1940       | 15 juni 1940       |
| direct onder bevel  | 1. Armee                       | Heeresgruppe C     | Lotharingen                                 | 15 juni 1940      | 18 juni 1940       |
| H.Kdo z.b.V. XXXXV  | 1. Armee                       | Heeresgruppe C     | Lotharingen                                 | 18 juni 1940      | 7 juli 1940        |
| H.Kdo z.b.V. XXXVI  | 16. Armee                      | Heeresgruppe C     | Lotharingen                                 | 7 juli 1940       | 12 juli 1940       |
| H.Kdo z.b.V. XXXVI  | 1. Armee                       | Heeresgruppe C     | Lotharingen                                 | 12 juli 1940      | 24 augustus 1940   |
| H.Kdo z.b.V. XXXXV  | 1. Armee                       | Heeresgruppe C     | Vogesen                                     | 24 augustus 1940  | 12 september 1940  |
| 25e Legerkorps      | 1. Armee                       | Heeresgruppe C     | Oost-Frankrijk                              | 12 september 1940 | 12 oktober 1940    |
| H.Kdo z.b.V. LX     | 1. Armee                       | Heeresgruppe D     | Noord-Frankrijk                             | 12 oktober 1940   | 18 februari 1941   |
| 55e Legerkorps      | 2. Armee                       | Heeresgruppe C     | Heimat, Beieren                             | 18 februari 1941  | 1 april 1941       |
| 55e Legerkorps      | 11. Armee                      | Heeresgruppe C     | Heimat, Beieren                             | 1 april 1941      | 25 april 1941      |
| direct onder bevel  | 1. Armee                       | Heeresgruppe C     | Heimat, Beieren                             | 26 april 1941     | 20 mei 1941        |
| 53e Legerkorps      | 11. Armee                      | Heeresgruppe C     | Generaal-Gouvernement                       | 20 mei 1941       | 13 mei 1941        |
| 53e Legerkorps      | 4. Armee                       | Heeresgruppe C     | Generaal-Gouvernement                       | 13 mei 1941       | 11 juni 1941       |
| 47e Gem. Korps      | Panzergruppe 2                 | Heeresgruppe Mitte | Generaal-Gouvernement                       | 11 juni 1941      | 22 juni 1941       |
| 53e Legerkorps      | 2. Armee                       | Heeresgruppe Mitte | Generaal-Gouvernement, Brest-Litovsk, Pinsk | 22 juni 1941      | 15 juli 1941       |
| 43e Legerkorps      | 2. Armee                       | Heeresgruppe Mitte | Wit-Rusland                                 | 15 juli 1941      | 18 juli 1941       |
| 53e Legerkorps      | 2. Armee                       | Heeresgruppe Mitte | Wit-Rusland                                 | 18 juli 1941      | 31 juli 1941       |
| 12e Legerkorps      | 2. Armee                       | Heeresgruppe Mitte | Bobruisk                                    | 1 augustus 1941   | 7 augustus 1941    |
| 13e Legerkorps      | 2. Armee                       | Heeresgruppe Mitte | Bobruisk                                    | 8 augustus 1941   | 20 augustus 1941   |
| 12e Legerkorps      | 2. Armee                       | Heeresgruppe Mitte | Jelnja                                      | 20 augustus 1941  | 19 september 1941  |
| 53e Legerkorps      | 4. Armee                       | Heeresgruppe Mitte | Jelnja                                      | 19 september 1941 | 26 september 1941  |
| 53e Legerkorps      | 2. Armee                       | Heeresgruppe Mitte | Jelnja                                      | 26 september 1941 | 19 oktober 1941    |
| 53e Legerkorps      | 2. Panzerarmee                 | Heeresgruppe Mitte | Toela, Belev                                | 19 oktober 1941   | 5 april 1942       |
| direct onder bevel  | 2. Panzerarmee                 | Heeresgruppe Mitte | Belev                                       | 6 april 1942      | 13 april 1942      |
| direct onder bevel  | Kdr.d.Tr.d.H.i.d. Niederlanden |                    | Haarlem                                     | 13 april 1942     | 10 juni 1942       |
| 88e Legerkorps      | WBfh.Ndl. Niederlande          | OB-West            | Haarlem                                     | 10 juni 1942      | 12 februari 1943   |
| direct onder bevel  | Armee-Abteilung Lanz           | Heeresgruppe Süd   | Charkov                                     | 19 februari 1943  | 21 februari 1943   |
| direct onder bevel  | Armee-Abteilung Kempf          | Heeresgruppe Süd   | Charkov                                     | 21 februari 1943  | 23 februari 1943   |
| Korps Raus          | Armee-Abteilung Kempf          | Heeresgruppe Süd   | Charkov, Belgorod                           | 23 februari 1943  | 25 april 1943      |
| direct onder bevel  | 4. Panzerarmee                 | Heeresgruppe Süd   | Belgorod                                    | 25 april 1943     | 1 juli 1943        |
| 48e Pantserkorps    | 4. Panzerarmee                 | Heeresgruppe Süd   | Belgorod                                    | 1 juli 1943       | 8 juli 1943        |
| II. SS Panzerkorps  | 4. Panzerarmee                 | Heeresgruppe Süd   | Belgorod                                    | 8 juli 1943       | 9 juli 1943        |
| direct onder bevel  | 4. Panzerarmee                 | Heeresgruppe Süd   | Belgorod                                    | 9 juli 1943       | 16 juli 1943       |
| 3e Pantserkorps     | Armee-Abteilung Kempf          | Heeresgruppe Süd   | Belgorod                                    | 17 juli 1943      | 23 juli 1943       |
| 52e Legerkorps      | 4. Panzerarmee                 | Heeresgruppe Süd   | Belgorod                                    | 23 juli 1943      | 4 augustus 1943    |
| direct onder bevel  | 4. Panzerarmee                 | Heeresgruppe Süd   | Belgorod                                    | 4 augustus 1943   | 6 augustus 1943    |
| 11e Legerkorps      | 4. Panzerarmee                 | Heeresgruppe Süd   | Belgorod, Charkov                           | 6 augustus 1943   | 11 september 1943  |
| 42e Legerkorps      | --                             | Heeresgruppe Süd   | Charkov, Poltava                            | 11 september 1943 | 23 september 1943  |
| 3e Pantserkorps     | 8.Armee                        | Heeresgruppe Süd   | Dnjepr                                      | 23 september 1943 | 26 september 1943  |
| 47e Pantserkorps    | 8. Armee                       | Heeresgruppe Süd   | Tsjerkasy, Krementsjoek                     | 26 september 1943 | 22 oktober 1943    |
| 3e Pantserkorps     | 8.Armee                        | Heeresgruppe Süd   | Krementsjoek                                | 22 oktober 1943   | 24 oktober 1943    |
| 11e Legerkorps      | 8.Armee                        | Heeresgruppe Süd   | Krementsjoek                                | 24 oktober 1943   | januari 1944       |
| 47e Pantserkorps    | 8. Armee                       | Heeresgruppe Süd   | Krementsjoek                                | januari 1944      | 1 februari 1944    |
|                     | Wehrkreis XVII                 |                    | Döllersheim                                 | 4 oktober 1944    |                    |
|                     |                                |                    | Trencin                                     | 5 november 1944   | 14 december 1944   |
| direct onder bevel  | 5. Panzerarmee                 | Heeresgruppe B     | Ardennen                                    | 19 december 1944  |                    |
| 53e Legerkorps      | 7. Armee                       | Heeresgruppe B     | Ardennen                                    | 26 december 1944  | 27 december 1944   |
| 39e Pantserkorps    | 5. Panzerarmee                 | Heeresgruppe B     | Bastogne                                    | 27 december 1944  | 31 december 1944   |
| 53e Legerkorps      | 7. Armee                       | Heeresgruppe B     | Bastogne                                    | 1 januari 1945    |                    |
| 39e Pantserkorps    | 5. Panzerarmee                 | Heeresgruppe B     | Ardennen                                    | 2 januari 1945    |                    |
| 58e Pantserkorps    | 5. Panzerarmee                 | Heeresgruppe B     | Ardennen                                    | 4 januari 1945    |                    |
| 53e Legerkorps      | 7. Armee                       | Heeresgruppe B     | Ardennen                                    | 9 januari 1945    |                    |
| 58e Pantserkorps    | 5. Panzerarmee                 | Heeresgruppe B     | Ardennen                                    | 12 januari 1945   |                    |
| 58e Pantserkorps    | 7. Armee                       | Heeresgruppe B     | Eifel                                       | 21 januari 1945   | 23 januari 1945    |
| 13e Legerkorps      | 5. Panzerarmee                 | Heeresgruppe B     | Eifel                                       | 24 januari 1945   | februari 1945      |
| 13e Legerkorps      | 7. Armee                       | Heeresgruppe B     | Eifel                                       | februari 1945     | eind februari 1945 |
| 53e Legerkorps      | 7. Armee                       | Heeresgruppe B     | Eifel                                       | maart 1945        |                    |
| 67e Legerkorps      | 15. Armee                      | Heeresgruppe B     | Montabaur, Remagen                          | 15(?) maart 1945  | 25(?) maart 1945   |

## Samenstelling

### 167e Infanteriedivisie
1940
- Infanterie-Regiment 315
- Infanterie-Regiment 331
- Infanterie-Regiment 339
- Artillerie-Regiment 238 (vier Abteilungen)
- Panzerjäger-Abteilung 238 (antitankbataljon)
- Pionier-Bataillon 238 (geniebataljon)
- Nachrichtenabteilung 238 (verbindingsbataljon)
- Nachschubführer 238 (bevoorradingstroepen)

1943
- Grenadier-Regiment 315
- Grenadier-Regiment 331
- Grenadier-Regiment 339
- Artillerie-Regiment 238 (vier Abteilungen)
- Divisions-Füsilier-Bataillon 167
- Feldersatz-Abteilung 238
- Panzerjäger-Abteilung 238 (antitankbataljon)
- Pionier-Bataillon 238 (geniebataljon)
- Nachrichtenabteilung 238 (verbindingsbataljon)
- Nachschubführer 238 (bevoorradingstroepen)

### 167e Volksgrenadierdivisie
- Grenadier-Regiment 315
- Grenadier-Regiment 331
- Grenadier-Regiment 339
- Artillerie-Regiment 167
- Divisions-Füsilier-Kompanie 167
- Divisionseinheiten 167